# Arthrodes xanthopygus
Genre
Espèce
Synonymes
- Caelopygus macracanthus Kollar, 1839
- Caelopygus pseudomacrocanthus Soares & Soares, 1954

Arthrodes xanthopygus, unique représentant du genre Arthrodes, est une espèce d'opilions laniatores de la famille des Gonyleptidae.

## Distribution
Cette espèce est endémique de l'État de Rio de Janeiro au Brésil. Elle se rencontre dans la Serra dos Órgãos vers Teresópolis, Guapimirim et Nova Friburgo.

## Description
Le mâle décrit par Pinto-da-Rocha en 2002 mesure 6,19 mm et la femelle 5,84 mm.

## Publication originale
- C. L. Koch, 1839 : Die Arachniden: Getreu nach der Natur abgebildet und beschrieben. vol. 5, p. 1–158 (texte intégral).